# Medetera fletcheri
Medetera fletcheri är en tvåvingeart som beskrevs av Grichanov 1997. Medetera fletcheri ingår i släktet Medetera och familjen styltflugor.
Artens utbredningsområde är Uganda. Inga underarter finns listade i Catalogue of Life.